# 25 Komenda Odcinka Kowale Oleckie
25 Komenda Odcinka Kowale Oleckie – samodzielny pododdział Wojsk Ochrony Pogranicza.
25 Komenda Odcinka sformowana została w 1945 w strukturze organizacyjnej 5 Oddziału Ochrony Pogranicza. We wrześniu 1946 odcinek wszedł w skład Mazurskiego Oddziału WOP nr 12. W 1948, na bazie 25 Komendy Odcinka sformowano Samodzielny Batalion Ochrony Pogranicza nr 11.

## Struktura organizacyjna
Dyslokacja 25 Komendy Odcinka przedstawiała się następująco :
- komendantura odcinka i pododdziały sztabowe – Kowale Oleckie
- 118 strażnica – Gołdap
- 119 strażnica – Dubeninki (Dudienniki)
- 120 strażnica – Wiżajny
- 121 strażnica – Rutka-Tartak

## Komendanci odcinka
- mjr Arseniusz Wadejko (był 10.1946)[c].